# 佐藤友美 (演芸評論家)
佐藤友美（さとう ともみ、1972年 - ）は、演芸評論家・演芸専門誌「東京かわら版」三代目編集人。女性。

## 来歴
東京都渋谷区恵比寿生まれ・育ち・在住。東京都立駒場高等学校、明治大学文学部仏文学専攻卒。祖母は浅草国際劇場の隣で旅館を営んでいた。
幼少より古典芸能に親しみ、日本舞踊では「西川扇丸」の名取名を持つ。
寄席・落語に関心を持ったのはスタジオボイスのコラム。マガジンハウスの入社試験に落ちた後の1994年、無職時に愛読していた演芸専門誌『東京かわら版』でアルバイト募集の記事を見て応募・入社、5年ほどなんとなく在籍し続けた後に正社員になる。誌面では「演芸界若手の星」で若手二ツ目落語家へのインタビューを5年間担当。
2004年11月号より同誌三代目編集人。自分が読者だった時の視点を大切にして編集に携わっている。演芸マニア以外の読者を想定して、表紙のカラー化、巻頭に落語好きの有名人のエセー（という表記である）を掲載するなどの企画をスタートさせた。
同社発行の書籍や落語会パンフレットなどの編集、演芸ソフトのライナーノーツ執筆などにも多数携わる。国立演芸場専門委員、文化庁芸術祭大衆芸能部門審査員・文化庁芸術選奨推薦委員や読売新聞・しんぶん赤旗寄席評筆者なども務める。
長年の経験から培われた芸人への温かい目線が感じられる編集方針に演芸関係者からの信頼も厚く、神田松之丞（当時）からはラジオ「問わず語りの松之丞（当時）」で美人編集長と紹介された。
趣味は現代美術コレクションやコンテンポラリーダンス鑑賞。夫は現代美術コレクター・美術館ボランティアとして知られる東孝彦。一男一女の母。

## 著書
- ふらりと寄席に行ってみよう（辰巳出版、2019年）ISBN  978-4777822447

## 編著・他
発行元が東京かわら版以外のもの。
- 落語ワンダーランド (ぴあ、2005年）ISBN 4835606760 - 編集・取材・文[12]
- 落語ワンダーランド - 保存版！落語道楽の事始めはこの一冊から！（ぴあ、2017年）ISBN 9784835631745 - 編集協力・監修 *2005年の改訂版。
- 落語ぴあ - 保存版！落語道楽の事始めはこの一冊から！（ぴあ、2018年）ISBN 9784835634432 - 編集協力・監修　＊2017年のコンパクト版。
- マセキ会長回顧録　著：柵木眞・河本瑞貴（彩流社、2013年）ISBN 9784779120923 - 編集協力

- 落語の入り口　想像と創造のコミュニケーション（フィルムアート社、2017年）ISBN 9784845916429 - 編著「東京かわら版」＋編集部
- らくごころ（ぴあ、2016年）ISBN 9784835628738 - 識者としてインタビューに登場。
- 落語家のことば　芸の生まれる現場から　著：大友浩（芸術新聞社、2018年）ISBN 9784875865421　‐ 編集協力
- 生らくごのススメ 東京版（小学館、2021年）ISBN 9784778035631 - 執筆
- 横井洋司写真集 名人 粋人 奇人（小学館、2022年）ISBN 9784096823828 - 編集協力
- 落語家の本音（朝日新聞出版、2024年）ISBN 9784022520227 - インタビュー・執筆

ほか

## メディア出演
- なかじましんや 土曜の穴（文化放送、2019年4月13日）[13]- ゲスト
- 真夜中のハーリー＆レイス（ラジオ日本、2019年4月21日)[2] - ゲスト
- 真打ち競演「思い出の名師匠」(NHKラジオ第一、2021年～ ) -  聴き手
- どーも、NHK（NHK総合、2021年10月10日） - ゲスト
- 志の輔ラジオ 落語DEデート（文化放送、2022年7月3日） - ゲスト